# Gribovski G-11
Gribowski G-11 (Г-11) là một loại tàu lượn quân sự chuyên chở lính và hàng hóa của Liên Xô trong Chiến tranh thế giới II.

## Quốc gia sử dụng
Liên Xô
- Không quân Xô viết

## Tính năng kỹ chiến thuật
Đặc điểm tổng quát
- Kíp lái: 1
- Sức chứa: 10 lính hoặc hàng hóa
- Tải trọng: 1.200 kg (2.640 lb)
- Chiều dài: 9,8 m (32 ft 2 in)
- Sải cánh: 18 m (59 ft 1/2 in)
- Chiều cao: 2,7 m (8 ft 10 in)
- Diện tích cánh: 30 m² (322,8 ft²)
- Trọng lượng rỗng: 1.200 kg (2.640 lb)
- Trọng lượng có tải: 2.400 kg (5.280 lb)

 Hiệu suất bay 
- Vận tốc cực đại: 280 km/h (khi kéo) (150 kts, 173 mph)
- Vận tốc hành trình: 146 km/h (78 kts, 90 mph)
- Tải trên cánh: 83 kg/m² (16,97 lb/ft²)